# بيير ميشيل
بيير ميشيل (بالفرنسية: Pierre Michel)‏ هو دراج فرنسي، ولد في 16 نوفمبر 1929 في Castilly ‏ في فرنسا.

## وصلات خارجية
- بيير ميشيل على موقع أرشيف الدراجات (الإنجليزية)
- بيير ميشيل على موقع إحصائيات الدراجات الإحترافية (الإنجليزية)
- بيير ميشيل على موقع أوليمبيديا (الإنجليزية)